# Colibrí beccurt violaci
El colibrí beccurt violaci (Ramphomicron microrhynchum) és una espècie d'ocell de la família dels troquílids (Trochilidae) que habita des de l'oest de Veneçuela i Colòmbia, cap al sud, a través de l'Equador i el Perú, fins Bolívia.

## Taxonomia i sistemàtica
El colibrí beccurt violaci comparteix el seu gènere amb el colibrí beccurt negre (R. dorsale). Té aquestes quatre subespècies:
- R. m. andicola Simon (1921)
- R. m. microrhynchum Boissonneau (1840)
- R. m. albiventre Carriker (1935)
- R. m. bolivianum Schuchmann (1984)